# 41-й Вирджинский пехотный полк
41-й Вирджинский пехотный полк (The 41st Virginia Volunteer Infantry Regiment) был пехотным полком, набранным в окрестностях Норфолка для армии Конфедерации во время Гражданской войны в США. Он сражался почти исключительно в составе Северовирджинской армии, в бригаде Махоуна-Вайсигера.

## Формирование
Полк был сформирован из отдельных рот, набранных около Норфолка и в Петерсберге. Первоначально полк состоял из семи рот:
- Рота A – Sussex Sharpshooters (округ Сассекс), капитан Томас Эппс
- Рота B – Confederate Grays (округа Честерфилд, Энрико, Гановер и Ричмонд), капитан Бенжамен Нэш
- Рота C – McRae Rifles (Петерсберг, округа Прнс-Джордж, Динвидди, и Честерфилд), капитан Джеймс Джиллиам
- Рота D – Rough and Ready Volunteers, капитан Аса Смит
- Рота E – United Artillery Company (округ Норфолк), капитан Томас Кевил
- Рота F – Norfolk County Rifle Patriots (округ Норфолк), капитан Уильям Этеридж
- Рота G – Bilisoly Blues (округ Норфолк), капитан Чарльз Макальпин

В июле и августе полк пополнился ещё трём ротами:
- Рота H – (округ Саутхемптон), капитан Джордж Битон
- Рота I – Cypress Chapel Sharpshooters (округ Нансемонд), капитан Роберт Бринкли
- Рота K – South Quay Guards (округ Нансемонд), капитан Джонас Лоуренс

Полк участвовал в захвате и эвакуации норфолкских верфей, а затем во всех кампаниях Северовирджинской армии. Несколько десятков рядовых также служили на броненосце CSS Virginia во время сражения при Хэмптон-Роудс. В ходе сражения в Глуши полк был замешан в инциденте, который повлек ранение генерала Лонгстрита.